# Década de 2010 nos Estados Unidos
Esta é uma cronologia da década de 2010 nos Estados Unidos.

## 2010
- 21 de março: A Câmara dos Representantes dos Estados Unidos aprova em votação histórica e apertada a polêmica reforma da saúde proposta pelo presidente Barack Obama. A nova lei é aprovada por 219 votos a favor e 212 contra.
- 8 de abril: Os presidentes, Barack Obama, dos Estados Unidos, e Dmitri Medvedev, da Rússia, assinam um tratado histórico da redução de arsenais nucleares.
- 23 de abril: A governadora do Arizona, Jan Brewer, assina a polêmica lei de imigração.
- 1 de maio: A tentativa de um atentado terrorista ocorre na Times Square, na cidade de Nova Iorque.[1]
- 25 de julho: O website Wikileaks divulga milhares de documentos secretos do Exército dos Estados Unidos.
- 29 de julho: Entra em vigor a polêmica lei de imigração do Estado do Arizona.
- 31 de agosto: Presidente Barack Obama declara formalmente o fim da operação militar no Iraque.
- 28 de novembro: O website Wikileaks começa a divulgar uma série de arquivos secretos da diplomacia dos Estados Unidos.
- 22 de dezembro: Presidente Barack Obama assina a lei que revoga a política don't ask, don't tell, que proíbe homosexuais assumidos servirem as Forças Armadas dos Estados Unidos.

## 2011
- 8 de janeiro: Doze pessoas são feridas e seis são mortas durante um tiroteio em Tucson, Arizona, incluindo a deputada Gabrielle Giffords, que recebe a cirurgia após ser baleada na cabeça.
- 27 de abril: Mais destruidora série de tornados nos Estados Unidos desde 1974 causa mais de 300 mortes.
- 2 de maio: Presidente Barack Obama declara em um comunicado à imprensa que Osama bin Laden, fundador e líder da al-Qaeda, é morto por militares norte-americanos na cidade de Abbottabad, no Paquistão.[2]
- 21 de julho: Ônibus espacial Atlantis conclui sua última missão, encerrando após trinta anos o programa de ônibus espaciais da NASA.
- 30 de julho: O Congresso dos Estados Unidos aprova o aumento do limite de dívida pública para evitar uma moratória geral no país.
- 21 de outubro: Presidente Barack Obama decreta a retirada completa das tropas norte-americanas no Iraque.

## 2012
- 26 de maio: Rudy Eugene é morto pela polícia de Miami após comer um rosto do sem-abrigo de 65 anos.
- 20 de julho: Durante uma sessão da meia-noite em um shopping de Aurora, Colorado, um atirador com uma máscara de gás abre fogo dentro do cinema, matando 12 pessoas e ferindo outras 58.
- 6 de novembro: Barack Obama é reeleito presidente dos Estados Unidos.
- 14 de dezembro: Um atirador invade a escola primária de Sandy Hook, em Newtown, Connecticut, matando 26 pessoas.

## 2013
- 21 de janeiro: Presidente Barack Obama começa seu segundo mandato.
- 15 de abril: Atentado terrorista durante a Maratona de Boston, deixa três mortos e 183 feridos.
- 17 de abril: Explosão em fábrica de fertilizantes no Texas, deixa ao menos 15 mortos e 200 feridos.
- 19 de abril: Os irmãos Tsarnaev, suspeitos do atentado terrorista durante a Maratona de Boston são localizados, o mais velho Tarmalan, resiste à captura e é morto pela polícia, o mais novo Dzhokhar, é capturado vivo depois de quase 24 horas de perseguição em uma operação organizada pela polícia dos EUA.
- 20 de maio: Forte tornado mata 524 pessoas e devasta a cidade de Moore, Oklahoma.